# 桂信雄
桂 信雄（かつら のぶお、1930年10月18日 - 2020年11月16日）は、日本の政治家。元札幌市長（在任1991年 - 2003年、3期）。

## 略歴
北海道札幌市出身。札幌市立山鼻小学校、北海道立札幌第二高等学校（現：北海道札幌西高等学校）、北海道大学法経学部法学科卒業。
株式会社札幌ドーム社長、シンクタンクの株式会社北海道二十一世紀総合研究所（通称：21総研、旧社名：たくぎん総合研究所）社長、札幌第一興産株式会社顧問、社会福祉法人北海道いのちの電話後援会会長を務めた。
- 1953年　札幌市役所採用
- 1953年　札幌市総務部庶務課
- 1972年　札幌市北区長
- 1975年　札幌市企画調整局長
- 1979年　札幌市教育長
- 1983年　札幌市助役（1990年まで）
- 1991年　札幌市長に初当選。板垣武四に次ぎ8代目
- 1999年　鳩山由紀夫、中村敦夫、田中秀征の支援を受けた（左記三名と同じさきがけ所属国会議員だった）中尾則幸らを破り、3選
- 2001年　株式会社札幌ドーム社長
- 2003年　４期目の市長選に立候補せず、市長を退く
- 2020年11月16日13時40分、直腸がんのため、札幌市の病院で死去[1][2]。90歳没。

## 主な政策・業績
- 1996年　福祉のまち推進センター設置

新行政改革大綱策定
札幌市個人情報保護条例施行
札幌市子育て支援計画策定
- 1997年　札幌市青少年育成計画策定

札幌市情報化構想
- 1998年　札幌市行財政改革推進計画策定

札幌市環境基本計画策定
- 2000年　緑の基本計画策定

札幌市オンブズマン条例制定
- 2003年　札幌ドームに日本ハムファイターズを誘致